# Capullo de Jerez
Miguel Flores Quirós (Jerez de la Frontera, 3 de abril de 1954), conocido artísticamente como "El Capullo de Jerez", es un cantaor de flamenco español. Destaca por sus rumbas flamencas, tangos y bulerías tan típicas de su ciudad natal, así como fandangos y martinetes  .

## Biografía
Miguel Flores, "El Capullo de Jerez", nació el 6 de abril de 1954 en el Barrio de Santiago de Jerez de la Frontera. A los pocos años, con su familia, se trasladó al barrio de La Asunción, donde también vivían Tío Borrico, El Terremoto, Paco Laberinto o La Paquera. El que más le marcó de todo aquel plantel de figuras fue Fernando Terremoto. Miguel, de niño, visitaba su casa a diario: "En una ocasión, fueron a aquella casa Antonio Mairena y sus hermanos Curro y Manuel", recuerda, "Fernando hizo una seguiriya y se pusieron a llorar los tres".

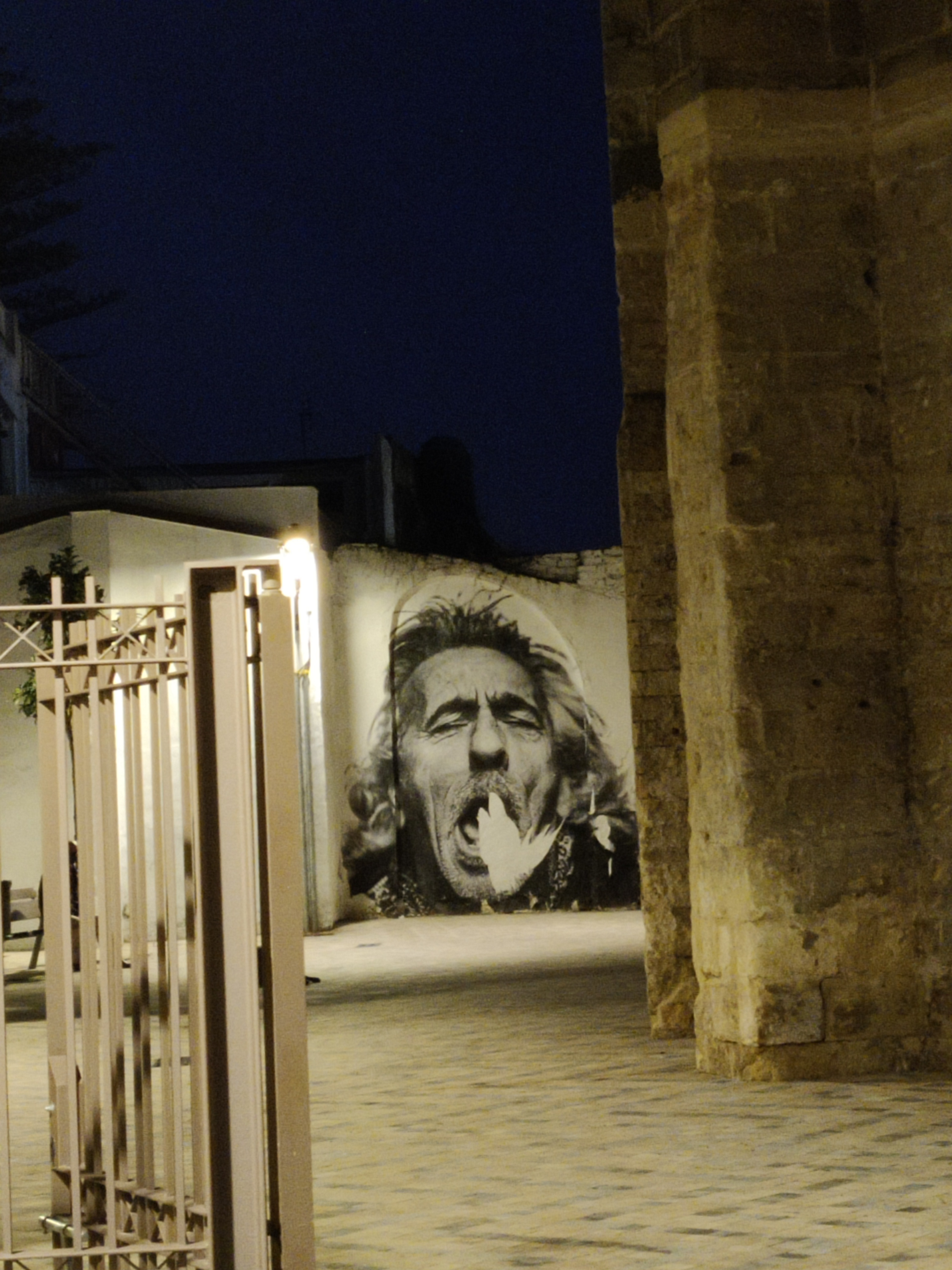
Grafiti

Despuntó en los "Jueves Flamencos" que organizaba el tocaor Manuel Morao. Pocos flamencos están tan pasados de compás como El Capullo y tienen esa capacidad natural para cuadrar los tercios.
El único cantaor profesional de su familia es él, pero sus dos hermanas y sus tres hermanos bailan. Todos lo han mamado de su madre, Isabel "La Moza".
En 2019 celebra en el Teatro Falla de Cádiz con artistas invitados sus 50 años de profesión.
En 2020 inaugura "Flamenco viene del Sur".

## Obra
Miguel es payo y sostiene que, dentro del mundo artístico Jerezano, no se pueden establecer diferencias entre gitanos y gachós. "Lo importante es criarse en la cuna del arte... Yo llevo toda la vida con El Torta, el Mijita o Manuel Moneo. Aquí, puros somos todos". Criado en los populares barrios jerezanos de Santiago y La Asunción, Miguel Flores creció escuchando los cantes festeros de artistas tan importantes como Terremoto o La Paquera de Jerez.
Si bien en un principio quiso ser jugador de fútbol, pronto inició su trayectoria artística dentro de los Jueves Flamencos, de Manuel Morao, y llegó a actuar en 1985 en los tablaos madrileños de «La Venta el Gato» y «Los Canasteros».
Siempre ha sido un defensor del flamenco a la vieja usanza, poco amigo de fusiones e innovaciones. No obstante ha actuado en festivales como el Primavera Sound y ha colaborado con artistas de flamenco de estilo más moderno.

## Polémica
El 1 de octubre de 2006 fue detenido acusado de intentar quemar a una niña de 20 meses tras haber discutido con el padre de esta en una barriada de Jerez, si bien, tras pasar a disposición judicial, quedó en libertad sin cargos al cambiar su declaración inicial los testigos que le acusaban.

## Discografía
- 1989: Poderío (Producciones Twins)
- 2001: Este soy yo (Flamenco En El Foro)
- 2002: En Directo (Madrid - Córdoba - Barcelona) 2002 (Flamenco En El Foro)
- 2003: Capullo de Jerez (Flamenco En El Foro)
- 2007: Flor y Canela (Flamenco En El Foro)
- 2013: Lucha por la libertad! (Múdejeré)
- 2019: Mi Música (Satélite K)

### Colaboraciones
Colaboró con Paco de Lucía en la grabación de un Himno de Andalucía flamenco

## Reconocimientos
- Medalla de Oro del Festival de Cante Flamenco de Lo Ferro[12]

- Desde el día 16 de noviembre le hicieron honores en Arroyo de la Miel- Benalmádena (provincia de Málaga), poniendo su nombre en una nueva Peña flamenca la cual se llama Peña Flamenca Miguel Flores Quirós "Capullo de Jerez"